# Carl Fromm
Carl Fromm (getauft 21. April 1758 in Großbartloff; † 28. Januar 1820 ebenda) war ein deutscher Kaufmann, Raschmacher, Ökonom und Abgeordneter.
Fromm war der Sohn von Martin Fromm (1727–1797). Der Vater war Fabrikant, Kurmainzischer Hofkammerrat und Mitglied der Landständischen Steuerdeputation seitens der Stände beim Landsteueramt des Eichsfelds. Die Mutter war Anna Martha geborene Degenhardt. Fromm, der katholischer Konfession war, heiratete um 1802 Sophie Lutterberg (1782–23. Mai 1839). Seine Schwester Maria Dorothea Fromm heiratete den Weinhändler Valentin Meilhaus, der auch Abgeordneter der Reichsstände wurde.
Fromm war Kaufmann und Ökonom in Großbartloff. Er erbte gemeinsam mit seinen Brüdern Anton und Ignatz Fromm die Raschmacherfirma „Martin Fromm & Söhne“, eine Textilunternehmen von Weltruf. Schwerpunkt seiner Arbeit war die Bewirtschaftung seines fast 200 Morgen großen landwirtschaftlichen Hofs. Von 1808 bis 1813 war er Mitglied des Distriktrats des Distrikts Heiligenstadt. Er war von 1808 bis 1813 Mitglied des Departements-Wahlkollegiums des Departements des Harzes und vom 2. Juni 1808 bis zum 26. Oktober 1813 Mitglied der Reichsstände des Königreichs Westphalen für das Harz-Departement und die Wählergruppe der Grundeigentümer.